# 978 Aidamina
978 Aidamina là một tiểu hành tinh bay quanh Mặt Trời.